# Tournoi de Dubaï de rugby à sept 2015
Navigation
2014 2016
Le tournoi de Dubaï de rugby à sept 2015 (en anglais Dubaï rugby sevens 2015) est la première étape la saison 2015-2016 du World Rugby Sevens Series. Elle se déroule les 4 et 5 décembre 2015 au The Sevens à Dubaï, aux Émirats arabes unis. La victoire finale revient à l'équipe des Fidji qui bat en finale l'équipe d'Angleterre sur le score de 28 à 17.

## Équipes participantes
Seize équipes participent au tournoi (quinze équipes qualifiées d'office plus une invitée) :
- Afrique du Sud
- Angleterre
- Argentine
- Australie
- Canada
- Écosse
- États-Unis
- France
- Fidji
- Pays de Galles
- Kenya
- Nouvelle-Zélande
- Portugal
- Russie
- Samoa
- Japon  (invitée)

## Phase de poules

### Poule A
| Rang | Pays      | J | V | N | D | Pm  | Pe  | Diff | Pts |
| ---- | --------- | - | - | - | - | --- | --- | ---- | --- |
| 1    | Fidji     | 3 | 3 | 0 | 0 | 112 | 31  | +81  | 9   |
| 2    | Argentine | 3 | 2 | 0 | 1 | 50  | 61  | -11  | 7   |
| 3    | Japon     | 3 | 1 | 0 | 2 | 57  | 59  | -2   | 5   |
| 4    | Canada    | 3 | 0 | 0 | 3 | 35  | 103 | -68  | 3   |

| 4 décembre 2015 9 h 00 UTC+04:00 | Fidji | 63 - 14 (35 - 0) | Canada | The Sevens, Dubaï |
| 4 décembre 2015 9 h 00 UTC+04:00 |       |                  |        | The Sevens, Dubaï |
| 4 décembre 2015 9 h 00 UTC+04:00 |       |                  |        | The Sevens, Dubaï |

| 4 décembre 2015 9 h 22 UTC+04:00 | Argentine | 31 - 19 (19 - 5) | Japon | The Sevens, Dubaï |
| 4 décembre 2015 9 h 22 UTC+04:00 |           |                  |       | The Sevens, Dubaï |
| 4 décembre 2015 9 h 22 UTC+04:00 |           |                  |       | The Sevens, Dubaï |

| 4 décembre 2015 12 h 00 UTC+04:00 | Fidji | 21 - 17 (14 - 0) | Japon | The Sevens, Dubaï |
| 4 décembre 2015 12 h 00 UTC+04:00 |       |                  |       | The Sevens, Dubaï |
| 4 décembre 2015 12 h 00 UTC+04:00 |       |                  |       | The Sevens, Dubaï |

| 4 décembre 2015 12 h 22 UTC+04:00 | Argentine | 19 - 14 (12 - 0) | Canada | The Sevens, Dubaï |
| 4 décembre 2015 12 h 22 UTC+04:00 |           |                  |        | The Sevens, Dubaï |
| 4 décembre 2015 12 h 22 UTC+04:00 |           |                  |        | The Sevens, Dubaï |

| 4 décembre 2015 18 h 28 UTC+04:00 | Fidji | 28 - 0 (14 - 0) | Argentine | The Sevens, Dubaï |
| 4 décembre 2015 18 h 28 UTC+04:00 |       |                 |           | The Sevens, Dubaï |
| 4 décembre 2015 18 h 28 UTC+04:00 |       |                 |           | The Sevens, Dubaï |

| 4 décembre 2015 18 h 06 UTC+04:00 | Canada | 7 - 21 (0 - 7) | Japon | The Sevens, Dubaï |
| 4 décembre 2015 18 h 06 UTC+04:00 |        |                |       | The Sevens, Dubaï |
| 4 décembre 2015 18 h 06 UTC+04:00 |        |                |       | The Sevens, Dubaï |

### Poule B
| Rang | Pays           | J | V | N | D | Pm  | Pe | Diff | Pts |
| ---- | -------------- | - | - | - | - | --- | -- | ---- | --- |
| 1    | Afrique du Sud | 3 | 3 | 0 | 0 | 104 | 19 | +85  | 9   |
| 2    | Samoa          | 3 | 2 | 0 | 1 | 43  | 55 | -12  | 7   |
| 3    | Écosse         | 3 | 1 | 0 | 2 | 41  | 57 | -16  | 5   |
| 4    | Russie         | 3 | 0 | 0 | 3 | 24  | 81 | -57  | 3   |

| 4 décembre 2015 9 h 44 UTC+04:00 | Afrique du Sud | 33 - 7 (19 - 7) | Samoa | The Sevens, Dubaï |
| 4 décembre 2015 9 h 44 UTC+04:00 |                |                 |       | The Sevens, Dubaï |
| 4 décembre 2015 9 h 44 UTC+04:00 |                |                 |       | The Sevens, Dubaï |

| 4 décembre 2015 10 h 06 UTC+04:00 | Écosse | 17 - 14 (5 - 7) | Russie | The Sevens, Dubaï |
| 4 décembre 2015 10 h 06 UTC+04:00 |        |                 |        | The Sevens, Dubaï |
| 4 décembre 2015 10 h 06 UTC+04:00 |        |                 |        | The Sevens, Dubaï |

| 4 décembre 2015 12 h 44 UTC+04:00 | Afrique du Sud | 45 - 0 (26 - 0) | Russie | The Sevens, Dubaï |
| 4 décembre 2015 12 h 44 UTC+04:00 |                |                 |        | The Sevens, Dubaï |
| 4 décembre 2015 12 h 44 UTC+04:00 |                |                 |        | The Sevens, Dubaï |

| 4 décembre 2015 13 h 06 UTC+04:00 | Écosse | 12 - 17 (0 - 12) | Samoa | The Sevens, Dubaï |
| 4 décembre 2015 13 h 06 UTC+04:00 |        |                  |       | The Sevens, Dubaï |
| 4 décembre 2015 13 h 06 UTC+04:00 |        |                  |       | The Sevens, Dubaï |

| 4 décembre 2015 19 h 12 UTC+04:00 | Afrique du Sud | 26 - 12 (14 - 12) | Écosse | The Sevens, Dubaï |
| 4 décembre 2015 19 h 12 UTC+04:00 |                |                   |        | The Sevens, Dubaï |
| 4 décembre 2015 19 h 12 UTC+04:00 |                |                   |        | The Sevens, Dubaï |

| 4 décembre 2015 18 h 50 UTC+04:00 | Samoa | 19 - 10 (12 - 5) | Russie | The Sevens, Dubaï |
| 4 décembre 2015 18 h 50 UTC+04:00 |       |                  |        | The Sevens, Dubaï |
| 4 décembre 2015 18 h 50 UTC+04:00 |       |                  |        | The Sevens, Dubaï |

### Poule C
| Rang | Pays             | J | V | N | D | Pm | Pe  | Diff | Pts |
| ---- | ---------------- | - | - | - | - | -- | --- | ---- | --- |
| 1    | Nouvelle-Zélande | 3 | 2 | 0 | 1 | 80 | 33  | +47  | 7   |
| 2    | États-Unis       | 3 | 2 | 0 | 1 | 80 | 52  | +28  | 7   |
| 3    | France           | 3 | 2 | 0 | 1 | 75 | 49  | +26  | 7   |
| 4    | Portugal         | 3 | 0 | 0 | 3 | 26 | 127 | -101 | 3   |

| 4 décembre 2015 10 h 30 UTC+04:00 | Nouvelle-Zélande | 21 - 14 (14 - 7) | France | The Sevens, Dubaï |
| 4 décembre 2015 10 h 30 UTC+04:00 |                  |                  |        | The Sevens, Dubaï |
| 4 décembre 2015 10 h 30 UTC+04:00 |                  |                  |        | The Sevens, Dubaï |

| 4 décembre 2015 10 h 52 UTC+04:00 | États-Unis | 45 - 14 (26 - 7) | Portugal | The Sevens, Dubaï |
| 4 décembre 2015 10 h 52 UTC+04:00 |            |                  |          | The Sevens, Dubaï |
| 4 décembre 2015 10 h 52 UTC+04:00 |            |                  |          | The Sevens, Dubaï |

| 4 décembre 2015 14 h 14 UTC+04:00 | Nouvelle-Zélande | 47 - 5 (33 - 0) | Portugal | The Sevens, Dubaï |
| 4 décembre 2015 14 h 14 UTC+04:00 |                  |                 |          | The Sevens, Dubaï |
| 4 décembre 2015 14 h 14 UTC+04:00 |                  |                 |          | The Sevens, Dubaï |

| 4 décembre 2015 14 h 36 UTC+04:00 | États-Unis | 21 - 26 (7 - 14) | France | The Sevens, Dubaï |
| 4 décembre 2015 14 h 36 UTC+04:00 |            |                  |        | The Sevens, Dubaï |
| 4 décembre 2015 14 h 36 UTC+04:00 |            |                  |        | The Sevens, Dubaï |

| 4 décembre 2015 19 h 58 UTC+04:00 | Nouvelle-Zélande | 12 - 14 (7 - 7) | États-Unis | The Sevens, Dubaï |
| 4 décembre 2015 19 h 58 UTC+04:00 |                  |                 |            | The Sevens, Dubaï |
| 4 décembre 2015 19 h 58 UTC+04:00 |                  |                 |            | The Sevens, Dubaï |

| 4 décembre 2015 19 h 36 UTC+04:00 | France | 35 - 7 (21 - 0) | Portugal | The Sevens, Dubaï |
| 4 décembre 2015 19 h 36 UTC+04:00 |        |                 |          | The Sevens, Dubaï |
| 4 décembre 2015 19 h 36 UTC+04:00 |        |                 |          | The Sevens, Dubaï |

### Poule D
| Rang | Pays           | J | V | N | D | Pm | Pe | Diff | Pts |
| ---- | -------------- | - | - | - | - | -- | -- | ---- | --- |
| 1    | Angleterre     | 3 | 3 | 0 | 0 | 66 | 22 | +44  | 9   |
| 2    | Australie      | 3 | 2 | 0 | 1 | 62 | 33 | +29  | 7   |
| 3    | Pays de Galles | 3 | 1 | 0 | 2 | 17 | 79 | -62  | 5   |
| 4    | Kenya          | 3 | 0 | 0 | 3 | 34 | 45 | -11  | 3   |

| 4 décembre 2015 11 h 14 UTC+04:00 | Angleterre | 26 - 5 (14 - 0) | Pays de Galles | The Sevens, Dubaï |
| 4 décembre 2015 11 h 14 UTC+04:00 |            |                 |                | The Sevens, Dubaï |
| 4 décembre 2015 11 h 14 UTC+04:00 |            |                 |                | The Sevens, Dubaï |

| 4 décembre 2015 11 h 36 UTC+04:00 | Australie | 14 - 12 (0 - 7) | Kenya | The Sevens, Dubaï |
| 4 décembre 2015 11 h 36 UTC+04:00 |           |                 |       | The Sevens, Dubaï |
| 4 décembre 2015 11 h 36 UTC+04:00 |           |                 |       | The Sevens, Dubaï |

| 4 décembre 2015 14 h 58 UTC+04:00 | Angleterre | 19 - 12 (5 - 5) | Kenya | The Sevens, Dubaï |
| 4 décembre 2015 14 h 58 UTC+04:00 |            |                 |       | The Sevens, Dubaï |
| 4 décembre 2015 14 h 58 UTC+04:00 |            |                 |       | The Sevens, Dubaï |

| 4 décembre 2015 15 h 20 UTC+04:00 | Australie | 43 - 0 (17 - 0) | Pays de Galles | The Sevens, Dubaï |
| 4 décembre 2015 15 h 20 UTC+04:00 |           |                 |                | The Sevens, Dubaï |
| 4 décembre 2015 15 h 20 UTC+04:00 |           |                 |                | The Sevens, Dubaï |

| 4 décembre 2015 20 h 42 UTC+04:00 | Angleterre | 21 - 5 (14 - 5) | Australie | The Sevens, Dubaï |
| 4 décembre 2015 20 h 42 UTC+04:00 |            |                 |           | The Sevens, Dubaï |
| 4 décembre 2015 20 h 42 UTC+04:00 |            |                 |           | The Sevens, Dubaï |

| 4 décembre 2015 20 h 20 UTC+04:00 | Pays de Galles | 12 - 10 (12 - 5) | Kenya | The Sevens, Dubaï |
| 4 décembre 2015 20 h 20 UTC+04:00 |                |                  |       | The Sevens, Dubaï |
| 4 décembre 2015 20 h 20 UTC+04:00 |                |                  |       | The Sevens, Dubaï |

## Phase finale
Résultats de la phase finale.

### Tournois principaux

#### Cup
|  | Quarts de finale                    | Quarts de finale                    |                                     |                                     | Demi-finales                        | Demi-finales                        |    |  | Finale                              | Finale                              |
|  | Quarts de finale                    | Quarts de finale                    |                                     |                                     | Demi-finales                        | Demi-finales                        |    |  | Finale                              | Finale                              |
|  |                                     |                                     |                                     |                                     |                                     |                                     |    |  |                                     |                                     |
|  | 5 décembre 2015 - 11 h 00 UTC+04:00 | 5 décembre 2015 - 11 h 00 UTC+04:00 |                                     |                                     | 5 décembre 2015 - 16 h 41 UTC+04:00 | 5 décembre 2015 - 16 h 41 UTC+04:00 |    |  | 5 décembre 2015 - 19 h 48 UTC+04:00 | 5 décembre 2015 - 19 h 48 UTC+04:00 |
|  | 5 décembre 2015 - 11 h 00 UTC+04:00 | 5 décembre 2015 - 11 h 00 UTC+04:00 |                                     |                                     | 5 décembre 2015 - 16 h 41 UTC+04:00 | 5 décembre 2015 - 16 h 41 UTC+04:00 |    |  | 5 décembre 2015 - 19 h 48 UTC+04:00 | 5 décembre 2015 - 19 h 48 UTC+04:00 |
|  | Fidji                               | 19                                  |                                     |                                     | 5 décembre 2015 - 16 h 41 UTC+04:00 | 5 décembre 2015 - 16 h 41 UTC+04:00 |    |  | 5 décembre 2015 - 19 h 48 UTC+04:00 | 5 décembre 2015 - 19 h 48 UTC+04:00 |
|  | Fidji                               | 19                                  |                                     |                                     | 5 décembre 2015 - 16 h 41 UTC+04:00 | 5 décembre 2015 - 16 h 41 UTC+04:00 |    |  | 5 décembre 2015 - 19 h 48 UTC+04:00 | 5 décembre 2015 - 19 h 48 UTC+04:00 |
|  | Australie                           | 12                                  |                                     |                                     | 5 décembre 2015 - 16 h 41 UTC+04:00 | 5 décembre 2015 - 16 h 41 UTC+04:00 |    |  | 5 décembre 2015 - 19 h 48 UTC+04:00 | 5 décembre 2015 - 19 h 48 UTC+04:00 |
|  | Australie                           | 12                                  | Fidji                               | 19                                  |                                     |                                     |    |  | 5 décembre 2015 - 19 h 48 UTC+04:00 | 5 décembre 2015 - 19 h 48 UTC+04:00 |
|  | 5 décembre 2015 - 11 h 22 UTC+04:00 |                                     | Fidji                               | 19                                  |                                     |                                     |    |  | 5 décembre 2015 - 19 h 48 UTC+04:00 | 5 décembre 2015 - 19 h 48 UTC+04:00 |
|  |                                     | Nouvelle-Zélande                    | 5                                   |                                     |                                     |                                     |    |  | 5 décembre 2015 - 19 h 48 UTC+04:00 | 5 décembre 2015 - 19 h 48 UTC+04:00 |
|  | Nouvelle-Zélande                    | Nouvelle-Zélande                    | 5                                   | 24                                  |                                     |                                     |    |  | 5 décembre 2015 - 19 h 48 UTC+04:00 | 5 décembre 2015 - 19 h 48 UTC+04:00 |
|  | Nouvelle-Zélande                    |                                     |                                     | 24                                  |                                     |                                     |    |  | 5 décembre 2015 - 19 h 48 UTC+04:00 | 5 décembre 2015 - 19 h 48 UTC+04:00 |
|  | Samoa                               | 21                                  |                                     |                                     |                                     |                                     |    |  | 5 décembre 2015 - 19 h 48 UTC+04:00 | 5 décembre 2015 - 19 h 48 UTC+04:00 |
|  | Samoa                               | 21                                  | Fidji                               | 28                                  |                                     |                                     |    |  |                                     |                                     |
|  | 5 décembre 2015 - 11 h 44 UTC+04:00 |                                     | Fidji                               | 28                                  |                                     |                                     |    |  |                                     |                                     |
|  |                                     | Angleterre                          | 17                                  |                                     |                                     |                                     |    |  |                                     |                                     |
|  | Angleterre                          | Angleterre                          | 17                                  | 14                                  |                                     |                                     |    |  |                                     |                                     |
|  | Angleterre                          | 5 décembre 2015 - 17 h 03 UTC+04:00 |                                     | 14                                  |                                     |                                     |    |  |                                     |                                     |
|  | Argentine                           | 7                                   |                                     |                                     |                                     |                                     |    |  |                                     |                                     |
|  | Argentine                           | 7                                   | Angleterre                          | 24                                  |                                     |                                     |    |  |                                     |                                     |
|  | 5 décembre 2015 - 12 h 06 UTC+04:00 | 5 décembre 2015 - 12 h 06 UTC+04:00 | Angleterre                          | 24                                  | Match pour la 3e place              | Match pour la 3e place              |    |  |                                     |                                     |
|  | 5 décembre 2015 - 12 h 06 UTC+04:00 | 5 décembre 2015 - 12 h 06 UTC+04:00 |                                     | États-Unis                          | Match pour la 3e place              | Match pour la 3e place              | 19 |  |                                     |                                     |
|  | Afrique du Sud                      | 19                                  | 5 décembre 2015 - 19 h 23 UTC+04:00 | 5 décembre 2015 - 19 h 23 UTC+04:00 |                                     |                                     | 19 |  |                                     |                                     |
|  | Afrique du Sud                      | 19                                  | 5 décembre 2015 - 19 h 23 UTC+04:00 | 5 décembre 2015 - 19 h 23 UTC+04:00 |                                     |                                     |    |  |                                     |                                     |
|  | États-Unis                          | 21                                  |                                     | Nouvelle-Zélande                    | 12                                  |                                     |    |  |                                     |                                     |
|  | États-Unis                          | 21                                  |                                     | Nouvelle-Zélande                    | 12                                  |                                     |    |  |                                     |                                     |
|  |                                     |                                     |                                     |                                     |                                     |                                     |    |  | États-Unis                          | 31                                  |
|  |                                     |                                     |                                     |                                     |                                     |                                     |    |  | États-Unis                          | 31                                  |

#### Bowl
|  | Quarts de finale                    | Quarts de finale                    |                |    | Demi-finales                        | Demi-finales                        |  |  | Finale                              | Finale                              |
|  | Quarts de finale                    | Quarts de finale                    |                |    | Demi-finales                        | Demi-finales                        |  |  | Finale                              | Finale                              |
|  |                                     |                                     |                |    |                                     |                                     |  |  |                                     |                                     |
|  | 5 décembre 2015 - 9 h 30 UTC+04:00  | 5 décembre 2015 - 9 h 30 UTC+04:00  |                |    | 5 décembre 2015 - 14 h 22 UTC+04:00 | 5 décembre 2015 - 14 h 22 UTC+04:00 |  |  | 5 décembre 2015 - 18 h 25 UTC+04:00 | 5 décembre 2015 - 18 h 25 UTC+04:00 |
|  | 5 décembre 2015 - 9 h 30 UTC+04:00  | 5 décembre 2015 - 9 h 30 UTC+04:00  |                |    | 5 décembre 2015 - 14 h 22 UTC+04:00 | 5 décembre 2015 - 14 h 22 UTC+04:00 |  |  | 5 décembre 2015 - 18 h 25 UTC+04:00 | 5 décembre 2015 - 18 h 25 UTC+04:00 |
|  | Japon                               | 12                                  |                |    | 5 décembre 2015 - 14 h 22 UTC+04:00 | 5 décembre 2015 - 14 h 22 UTC+04:00 |  |  | 5 décembre 2015 - 18 h 25 UTC+04:00 | 5 décembre 2015 - 18 h 25 UTC+04:00 |
|  | Japon                               | 12                                  |                |    | 5 décembre 2015 - 14 h 22 UTC+04:00 | 5 décembre 2015 - 14 h 22 UTC+04:00 |  |  | 5 décembre 2015 - 18 h 25 UTC+04:00 | 5 décembre 2015 - 18 h 25 UTC+04:00 |
|  | Kenya                               | 17                                  |                |    | 5 décembre 2015 - 14 h 22 UTC+04:00 | 5 décembre 2015 - 14 h 22 UTC+04:00 |  |  | 5 décembre 2015 - 18 h 25 UTC+04:00 | 5 décembre 2015 - 18 h 25 UTC+04:00 |
|  | Kenya                               | 17                                  | Kenya          | 7  |                                     |                                     |  |  | 5 décembre 2015 - 18 h 25 UTC+04:00 | 5 décembre 2015 - 18 h 25 UTC+04:00 |
|  | 5 décembre 2015 - 9 h 52 UTC+04:00  |                                     | Kenya          | 7  |                                     |                                     |  |  | 5 décembre 2015 - 18 h 25 UTC+04:00 | 5 décembre 2015 - 18 h 25 UTC+04:00 |
|  |                                     | France                              | 33             |    |                                     |                                     |  |  | 5 décembre 2015 - 18 h 25 UTC+04:00 | 5 décembre 2015 - 18 h 25 UTC+04:00 |
|  | France                              | France                              | 33             | 38 |                                     |                                     |  |  | 5 décembre 2015 - 18 h 25 UTC+04:00 | 5 décembre 2015 - 18 h 25 UTC+04:00 |
|  | France                              |                                     |                | 38 |                                     |                                     |  |  | 5 décembre 2015 - 18 h 25 UTC+04:00 | 5 décembre 2015 - 18 h 25 UTC+04:00 |
|  | Russie                              | 5                                   |                |    |                                     |                                     |  |  | 5 décembre 2015 - 18 h 25 UTC+04:00 | 5 décembre 2015 - 18 h 25 UTC+04:00 |
|  | Russie                              | 5                                   | France         | 24 |                                     |                                     |  |  |                                     |                                     |
|  | 5 décembre 2015 - 10 h 14 UTC+04:00 |                                     | France         | 24 |                                     |                                     |  |  |                                     |                                     |
|  |                                     | Écosse                              | 14             |    |                                     |                                     |  |  |                                     |                                     |
|  | Pays de Galles                      | Écosse                              | 14             | 24 |                                     |                                     |  |  |                                     |                                     |
|  | Pays de Galles                      | 5 décembre 2015 - 14 h 44 UTC+04:00 |                | 24 |                                     |                                     |  |  |                                     |                                     |
|  | Canada                              | 14                                  |                |    |                                     |                                     |  |  |                                     |                                     |
|  | Canada                              | 14                                  | Pays de Galles | 14 |                                     |                                     |  |  |                                     |                                     |
|  | 5 décembre 2015 - 10 h 36 UTC+04:00 |                                     | Pays de Galles | 14 |                                     |                                     |  |  |                                     |                                     |
|  |                                     | Écosse                              | 17             |    |                                     |                                     |  |  |                                     |                                     |
|  | Écosse                              | Écosse                              | 17             | 21 |                                     |                                     |  |  |                                     |                                     |
|  | Écosse                              |                                     |                | 21 |                                     |                                     |  |  |                                     |                                     |
|  | Portugal                            | 14                                  |                |    |                                     |                                     |  |  |                                     |                                     |
|  | Portugal                            | 14                                  |                |    |                                     |                                     |  |  |                                     |                                     |

### Matchs de classement

#### Plate
|  | Demi-finales                        | Demi-finales                        |           |    | Finale                              | Finale                              |
|  | Demi-finales                        | Demi-finales                        |           |    | Finale                              | Finale                              |
|  |                                     |                                     |           |    |                                     |                                     |
|  | 5 décembre 2015 - 13 h 38 UTC+04:00 | 5 décembre 2015 - 13 h 38 UTC+04:00 |           |    | 5 décembre 2015 - 17 h 57 UTC+04:00 | 5 décembre 2015 - 17 h 57 UTC+04:00 |
|  | 5 décembre 2015 - 13 h 38 UTC+04:00 | 5 décembre 2015 - 13 h 38 UTC+04:00 |           |    | 5 décembre 2015 - 17 h 57 UTC+04:00 | 5 décembre 2015 - 17 h 57 UTC+04:00 |
|  | Australie                           | 20                                  |           |    | 5 décembre 2015 - 17 h 57 UTC+04:00 | 5 décembre 2015 - 17 h 57 UTC+04:00 |
|  | Australie                           | 20                                  |           |    | 5 décembre 2015 - 17 h 57 UTC+04:00 | 5 décembre 2015 - 17 h 57 UTC+04:00 |
|  | Samoa                               | 18                                  |           |    | 5 décembre 2015 - 17 h 57 UTC+04:00 | 5 décembre 2015 - 17 h 57 UTC+04:00 |
|  | Samoa                               | 18                                  | Australie | 14 |                                     |                                     |
|  | 5 décembre 2015 - 14 h 00 UTC+04:00 |                                     | Australie | 14 |                                     |                                     |
|  |                                     | Afrique du Sud                      | 19        |    |                                     |                                     |
|  | Argentine                           | Afrique du Sud                      | 19        | 5  |                                     |                                     |
|  | Argentine                           |                                     |           | 5  |                                     |                                     |
|  | Afrique du Sud                      | 26                                  |           |    |                                     |                                     |
|  | Afrique du Sud                      | 26                                  |           |    |                                     |                                     |

#### Shield
|  | Demi-finales                        | Demi-finales                        |       |    | Finale                              | Finale                              |
|  | Demi-finales                        | Demi-finales                        |       |    | Finale                              | Finale                              |
|  |                                     |                                     |       |    |                                     |                                     |
|  | 5 décembre 2015 - 15 h 57 UTC+04:00 | 5 décembre 2015 - 15 h 57 UTC+04:00 |       |    | 5 décembre 2015 - 18 h 53 UTC+04:00 | 5 décembre 2015 - 18 h 53 UTC+04:00 |
|  | 5 décembre 2015 - 15 h 57 UTC+04:00 | 5 décembre 2015 - 15 h 57 UTC+04:00 |       |    | 5 décembre 2015 - 18 h 53 UTC+04:00 | 5 décembre 2015 - 18 h 53 UTC+04:00 |
|  | Japon                               | 21                                  |       |    | 5 décembre 2015 - 18 h 53 UTC+04:00 | 5 décembre 2015 - 18 h 53 UTC+04:00 |
|  | Japon                               | 21                                  |       |    | 5 décembre 2015 - 18 h 53 UTC+04:00 | 5 décembre 2015 - 18 h 53 UTC+04:00 |
|  | Russie                              | 19                                  |       |    | 5 décembre 2015 - 18 h 53 UTC+04:00 | 5 décembre 2015 - 18 h 53 UTC+04:00 |
|  | Russie                              | 19                                  | Japon | 17 |                                     |                                     |
|  | 5 décembre 2015 - 16 h 19 UTC+04:00 |                                     | Japon | 17 |                                     |                                     |
|  |                                     | Canada                              | 19    |    |                                     |                                     |
|  | Canada                              | Canada                              | 19    | 31 |                                     |                                     |
|  | Canada                              |                                     |       | 31 |                                     |                                     |
|  | Portugal                            | 24                                  |       |    |                                     |                                     |
|  | Portugal                            | 24                                  |       |    |                                     |                                     |

## Bilan
Statistiques sportives
- Meilleur marqueur du tournoi :
- Meilleur marqueur d'essais du tournoi :Terry Bouhraoua ( France)  avec 8 essais[4].

Affluences